# Сандийон
Сандийо́н (фр. Sandillon) — город во Франции.
Город Сандийон расположен в центральной части Франции, в регионе Центр, в департаменте Луаре, в 12 км к юго-востоку от его административного центра — Орлеана.
В античные времена на месте нынешнего Сандийона находилось римское поселение Ценабум. В 1440 году в Сандийоне получила владение и сюда переселилась Изабель Роме (Изабель Девутон), мать Жанны д’Арк, и жила здесь до своей смерти в 1458 году. В XVII столетии, во времена Фронды, здесь располагался лагерь войск, верных королю Людовику XIV. Во время Великой французской революции в Сандийоне, во время проведения антиклерикальной кампании, была разрушена старинная церковь Сен-Патрис.
1. 1 2  база данных о французских коммунах — Национальный географический институт Франции, 2015.